# Seri Indijanci
Seri (Konkaak, Comcáac), indijanski narod ili grupa plemena porodice Serian u Sonori, sjeverozapadni Meksiko i otocima Tiburón, San Esteban i Isla Ángel de la Guarda. Na kopnu su im naselja Desemboque i  Punta Chueca.

## Ime
Ime Konkaak ili Comcáac znači  'Ljudi' . Indijanci Ópata ih nazivaju Seri / 'hitri' /.

## Plemena
Trdicionalna plemena bila su Tepocas, Guaymas, Upanguaymas, Tiburones i Salineros. Suvremena podjela prema Sheridanu (1999): 
- Tepoca (Xica Hai Iic Coii = ‘los que viven hacia el verdadero viento’, ili ‘they who live toward the true wind’). Sastojali su se od 6 bandi i naseljavali sjeverno Seri područje i to sjeverno od Punta Tepope (Punta Tepopa), pa do nešto sjevernije od Puerto Lobosa.
  - Zaaj Hacáiila “(flechas) lanzadas hacia el paredón”. Najsjevernija banda od Puerto Lobosa, pa nešto sjevernije .
  - Pailc Haacöt “casas de madera flotante”. Između Puerto Libertada i Puerto Lobosa
  - Xpano Hax “agua dulce en el mar”. Uz obalu Puerto Libertada
  - Haasíxp “mezquite blanco”. Obala sjevewrno od ušća Rio San Ignacia.
  - Haxöl Ihom “lugar de almejas”. Najjužnija banda uz donji tok Rio San Ignacia i obližnjoj obali
  - Xapoo eáh “ sonido de lobo de mar”. Na srednjem o gornjem toku Rio San Ignacia.
- Guaymas i Upanguaymas (xica xnai iic coii = ‘los que viven hacia el viento del sur’, odnosno ‘they who live toward the south wind’). Južno područje Seri teritorija, od Puerto de Guaymasa na jug pa na sjever do nasuprot otoka Isla de San Esteban. 
  - Xnaa Motat ‘los que vinieron del sur’
- Tiburones (Tahéjöc comcáac = ‘la gente de la isla del Tiburón’, u značenju ‘Tiburón Island people’). Dijele se na: Hajháx, Cyazim, Sacpátix, Haanc, Hatquísa, Taij It, Inóohcö Quixaz, Xniizc, Tacáta, Heeme. 
  - Heno Comcáac (‘la gente del desierto’), U središtu otoka Tiburón.
- Salineros (Taheojc Comcáac). Živjeli su na kopnu nasuprot otok Tiburón, to su bande Hast Hax, Soosni Itáai, Xoxáacöl, Caail iti ctamcö, Hax Ipac (ovi posljednji su duboko u zaleđu).
- Xica Hast Ano Coii (‘los que viven en las montañas’ ili (‘they who live in the mountains’). Na otoku San Esteban. Bande: 
  - Xnitom
  - Pajíi
  - Coftécöl Iifa
  - Coiij

## Povijest
O postojanu Serija je poznato od vremena Coronadove potrage za mitskim gradovima Cibole u 16 stoljeću. Oni se ipak malo spominju u izvještajima. Eusebio Francisco Kino, jezuit, istraživač i misionar o Serima također malo govori. Njihova rana populacija iznosila je oko 5,000. Teritorij se prostirao od zaljeva Guaymas i nekih 75 milja (120 km) sjeverno od otoka Tiburón, i u unutrašnjost gotovo do Hermosilla, a treba mu pridodati i otoke Tiburon, Isla Ángel de la Guarda.
Seri nisu bili u dobrim odnosima sa susjedima. U kasnom 17 stoljeću dolaze pod utjecaj misionara koji ih okupljaju oko misija, hoteći od njih napraviti dobre kršćane i poljoprivrednike. Ovo Seri objeručke nisu prihvatili, jer oni nisu nikada živjeli o agrikulture, i počeli su napuštati misije. Na ovo je španjolska armada reagirala tako da su uhićivali cijele obitelji, a njihove žene deportirali u Gvatemalu. 
Iskustvo sa Španjolcima učinilo je od njih divlje i okrutne ratnike. Svije logore vrlo brzo bi dizali i preseljavali se na druge lokacije. S uhvaćenim neprijateljima postupali su veoma okrutno. Pretjerivanja o njima da su neprijatelju pojeli meso s ruku, dovela su do toga da su ih počeli smatrati ljudožderima, što nije istina, ali su priče ipak preživjele.

## Etnografija
Područje Serilanda dio je Sonorske pustinnje, težak, negostoljubiv kraj, i zato su njegovi stanovnici očvrsnuli i savršeno prilagođeni uslovima koji u njemu vladaju. Slično Tarahumarama i još nekima u susjednim predjelima, oni su izvrsni trkači s ogromnom količinom energije, sposobni trčati za jelenima i drugom divljači. Da bi uspjeli doći do mesa, Indijanac mora imati lake i brze noge, izdržljive i sposobne manevriranju u lovu na životinju. Njihova prilagođenost životu u prirodi očitava se i u njihovom poznavanju biljnog i životinjskog svijeta, tamo gdje bi 'civilizirani' čovjek umro od gladi, Indijanac 'žanje' bogatstva koja nudi pustinja. Njihova orijentiranost je ipak prema moru, a plovila su im splavi od rogozi, kojima navigaju između kopna i svojih otoka. U obalnim područjima oni hvataju kornjače (caguama), pelikane, ribu i sakupljaju školjkaše. Kuće Serija su od šiblja i kaktusa, oruđe od šljunka, a služe se jednostavnim kopljima od trske i lukom i strijelom, pa ih znanstvenici smatraju prilično primitivnima. Seri nemaju poglavica i nedostaje prava politička struktura. Poligamni su i matrilokalni.
Žene danas nose suknje duge do gležnjeva i bluze s dugim rukavima i peplumom, kosa je duga a noge su im bose. Žene i djeca Serija nikada ne nose nikakve obuće koja bi im tabane odvajala od tla. Oni sjede, šeću se i spavaju uvijek u doticaju s golim tlom. Muškarci danas nose hlače, košulje, šešire i cipele. Neki još nose duge kose, ali su se mnogi ošišali. Njihov tradicionalni kilt ili pregača koji su nekada nosili kao jedinu odjeću, i kasnije preko hlača, odbačen je nakon što je duga kosa odsječena. 
Žene su imale razvijenu pravu umjetnost bojadisanja lica. Čest motiv je duga vodoravna crta koja ide preko gornjeg dijela lica i nosa i nosa. Česti motivi na licu su cvijeće, lišće i drugo što bi izgledalo atraktivno. 
Muškarci su lica bojali kada su išli u rat, po svoj prilici zbog spiritualne zaštite, i na sugestiju medicine-mana (šamana), koji može biti i muškarac i žena. 
Njihova lončarija (ulomci) često se nalazila u humcima školjaka i pješčanim dinama, arheolozi su je prozvali "eggshell", zbog njene iznimne tankoće, ali i istovremeno lijepa i čvrsta, zahvaljujući kvaliteti gline. Danas je među njima preostalo vrlo malo lončara, a svoje proizvode prodaju turistima. 
Drugi oblik keramike javljaju se kao malene ljudske figurice namijenjene djeci za igru.
Košare su izrađivane od biljke Jatropha cuneata, poznate u španjolskom kao torote ili  'limber bush' . Košara ima raznorazne namjene, služi za prenašanje, čuvanje hrane, berbu divljeg bilja, i drugo, a žene je izrađuju od unutrašnje kore drveta (liko) 

## Vanjske poveznice
- Bandas Seris  Arhivirana inačica izvorne stranice od 30. svibnja 2009. (Wayback Machine)
- [neaktivna poveznica]
- Bernice Johnston, The Seri Indians of Sonora Mexico  Arhivirana inačica izvorne stranice od 29. listopada 2006. (Wayback Machine)